# Vereinbarung von Warnemünde
Die Vereinbarung von Warnemünde, auch Vertrag von Warnemünde, wurde am 31. August 1992 zwischen dem damaligen deutschen Bundesverkehrsminister Günther Krause und der damaligen niederländischen Verkehrsministerin Hanja Maij-Weggen geschlossen, um die Verbesserung der grenzüberschreitenden Schieneninfrastruktur zwischen den Niederlanden und Deutschland zu regeln. Mit dem Ziel einer Steigerung des Schienenverkehrsvolumens und einer Verkehrsverlagerung auf die Schiene enthält die Vereinbarung einen Stufenplan zum Aus- und Neubau der Schienengüter- und Schienenpersonenverkehrsinfrastruktur auf deutscher und niederländischer Seite. Darüber hinaus vereinbarten beide Seiten die Bereitstellung der für den grenzüberschreitenden Hochgeschwindigkeitsverkehr erforderlichen Schienenfahrzeuge und eine Vertiefung der Zusammenarbeit, um den grenzüberschreitenden Schienenverkehr zu harmonisieren und zu erleichtern. Wichtige Bestandteile der Vereinbarung sind auf niederländischer Seite die Verbesserung der Güterverkehrsanbindung des Rotterdamer Seehafens an Deutschland über die Betuweroute sowie auf deutscher Seite der dreigleisige Ausbau der Bahnstrecke Oberhausen–Arnhem. Aus niederländischer Sicht sollte mit der Vereinbarung die Anbindung der seit 1990 geplanten Betuweroute an das deutsche Bahnnetz gesichert werden.

## Vorgesehene Maßnahmen

### Niederlande
Schienengüterverkehr
- Neubau der Schienengüterhauptverbindung Betuweroute Rotterdam–Zevenaar–niederländisch-deutsche Grenze – bis 1998
- Neu- und Ausbau der Anschlussverbindung von der Betuweroute zum Grenzübergang Oldenzaal/Bad Bentheim – bis 2015
- Neu- und Ausbau der Anschlussverbindung von der Betuweroute zum Grenzübergang Venlo/Kaldenkirchen – bis 2015
- Ausbau der Schieneninfrastruktur im Hafen Rotterdam (zweigleisiger Ausbau mit Elektrifizierung, Terminalausbau) – bis 1996
- Maßnahmen zur vollen Ausnutzung der Kapazität des Rangierbahnhofes Kijfhoek – bis 1998
- Neubau/Ausbau der Anbindung von Amsterdam und Schiphol an die Betuweroute – bis 2015

Schienenpersonenfernverkehr
- Ausbau der Route Amsterdam–Utrecht–Arnheim–Zevenaar–niederländisch-deutsche Grenze für den Hochgeschwindigkeitsverkehr überwiegend bis auf 200 km/h – Amsterdam–Utrecht bis 1998–2005, Utrecht–Grenze bis 2005–2010

### Deutschland
- Ausbau der Route niederländisch-deutsche Grenze–Emmerich–Oberhausen für den Hochgeschwindigkeitsverkehr (Herstellen der vollen Leistungsfähigkeit, drittes Gleis zwischen Wesel und Oberhausen, Anhebung der Höchstgeschwindigkeit auf überwiegend 200 km/h) – möglichst bis zur Fertigstellung der Betuweroute (geplant 1998) und der Schnellfahrstrecke Köln–Rhein/Main 1998–2000
- Ausbau des Knotens Oberhausen (zweigleisige niveaufreie Verbindungskurven nach Duisburg und Herne)
- Ausbau der Route Oberhausen-Osterfeld Süd–Bottrop Süd–Herne (Wiederherstellen der Zweigleisigkeit und zweigleisige niveaufreie Verbindungskurven in Herne)
- Ausbau der Route Oberhausen–Düsseldorf-Eller–Köln (Herstellen der vollen Leistungsfähigkeit und niveaufreie Verbindungen im Raum Köln rechtsrheinisch)
- Ausbau der Route Neuss–Köln (viergleisiger Ausbau Neuss–Köln-Longerich, niveaufreie Verbindungen im Raum Köln linksrheinisch)

Bezüglich der Maßnahmen auf deutscher Seite wurde vereinbart, dass die für die Aufnahme des zusätzlichen Verkehrs von der Betuweroute erforderlichen Maßnahmen möglichst zeitgleich mit der Eröffnung der Betuweroute fertiggestellt werden sollten, anschließend sollte der Ausbau für das bis 2010 prognostizierte Verkehrsaufkommen „rechtzeitig“ erfolgen.

## Umsetzung

### Niederlande

#### Betuweroute und Hafen Rotterdam
Bereits 1989 wurde in den Niederlanden die Verbesserung der Anbindung des Rotterdamer Hafens in Richtung Deutschland über einen „Ost-West-Korridor“ durch die Betuwe projektiert. 1990 wurde das Projekt in das Tweede Structuurschema Verkeer en Vervoer (SVV-2), den niederländischen Verkehrswegeplan, aufgenommen. Die 1991 begonnene Variantenuntersuchung wurde 1992 abgeschlossen. Der Trassenverlauf der Betuweroute zwischen Rotterdam und Zevenaar wurde ab 1992 konzipiert und 1994 erstmals festgestellt, damals wurde von einer Fertigstellung im Jahr 2005 ausgegangen. Nach Baubeginn im Jahr 1998 wurde die Trasse 1999 teilweise neu festgelegt, am 16. Juni 2007 wurde die Strecke eröffnet und am 15. November 2007 wurde die Oberleitung (25 kV) eingeschaltet.
Der Ausbau des Rangierbahnhofs Kijfhoek wurde im Wesentlichen bis 2005 abgeschlossen.
Am Rotterdamer Hafen wurde bis 2004 die Rotterdamer Havenspoorlijn zweigleisig ausgebaut und aus Lärmschutzgründen teilweise neu trassiert. 2006 wurde die Kortsluitroute (Umfahrung Waalhaven) fertiggestellt. Seit Dezember 2009 sind alle Abschnitte zwischen Hafen und Kijfhoek und weiter bis Zevenaar mit ETCS und Oberleitung (25 kV) ausgestattet.

#### Ostanbindung Betuweroute
Im Abschnitt Zevenaar–Grenze (NL/D)–Emmerich-Elten, der an das östliche Ende der Betuweroute anschließt, wurde 2014 das Zugsicherungssystem auf ETCS und 2016 die Fahrstromversorgung auf 25 kV Wechselstrom umgestellt, um die Anzahl der Systemwechsel für Güterzüge Richtung Deutschland zu verringern. In Vorbereitung des dreigleisigen Ausbaus auf deutscher Seite wurde 2018 auf niederländischer Seite der Abschnitt bis zur Grenze auf drei Gleise erweitert.
Zur Anbindung der Betuweroute in Richtung Norddeutschland und Osteuropa via Oldenzaal/Bad Bentheim war zunächst der Bau eines Betuweroute-Nordasts vorgesehen. 1999 ließ die niederländische Regierung diesen Plan fallen, die prognostizierten 110 Züge am Tag sollten stattdessen über andere Strecken (Hanzelijn, Zuiderzeelijn) nach Oldenzaal gelangen. Die Routen über Deventer und über Zwolle sind jedoch aufgrund mangelnder Stabilität des Untergrunds für schwere Züge nur bedingt geeignet.
Eine Neubaustrecke zur Anbindung der Betuweroute Richtung Venlo war in der Rahmenplanung der Betuweroute nicht enthalten. Stattdessen sollte der Güterverkehr Richtung Venlo über die bestehende Maaslinie (Nijmegen–Roermond) erfolgen, die dazu ausgebaut werden sollte. Bis dahin wird der Güterverkehr Richtung Venlo weiterhin über die Brabantroute (Breda–Eindhoven–Venlo) abgewickelt. 2023 vergab der niederländische Netzbetreiber ProRail den Auftrag zur Elektrifizierung der Maaslinie mit 1,5 kV sowie Errichtung von vier Ausweichstellen und Geschwindigkeitserhöhung auf 140 km/h.

#### Amsterdam–Arnhem
Bereits im niederländischen Bahnkonzept Rail 21 (1988), anschließend überführt in das Tweede Structuurschema Verkeer en Vervoer (SVV-2), war der viergleisige Ausbau der Bahnstrecke Amsterdam–Arnhem mit Geschwindigkeitserhöhung vorgesehen. Nachdem 2000 eine Kosten-Nutzen-Analyse dieses auch als HSL-Oost bekannten Vorhabens ergab, dass zwischen Utrecht und Arnhem ein Ausbau weder auf 200 km/h noch auf 300 km/h wirtschaftlich wäre, wurde das Projekt in diesem Abschnitt abgebrochen, eine Realisierung ist nicht absehbar.
Der Abschnitt zwischen Amsterdam Bijlmer ArenA und Utrecht wurde bis 2007 auf vier Gleise ausgebaut, davon zwei Gleise für 200 km/h. Um Züge mit dieser Geschwindigkeit führen zu können, wurde die Strecke mit ETCS ausgerüstet. 2013 wurde das Zusammenspiel von ETCS und dem niederländischen Zugsicherungssystem ATB auf der Strecke getestet. Aufgrund von Problemen mit dem Untergrund können Züge jedoch nicht mit 200 km/h verkehren. 2023 wurde die ETCS-Ausrüstung auf Baseline 3 aktualisiert.

### Deutschland

#### Ausbau Emmerich–Oberhausen
Der Ausbau der Strecke wurde im Rahmen des Bundesverkehrswegeplans 1992 bewertet und als neues Vorhaben Nr. 15 in den vordringlichen Bedarf aufgenommen. Die deutsche Seite zögerte zunächst, den Ausbau der Strecke voranzutreiben, die niederländischen Prognosen zur Anzahl der Güterzüge über die Betuweroute hielt sie für zu optimistisch. Mit dem Fortschreiten des Projekts Betuweroute auf niederländischer Seite und der Streichung des Betuwe-Nordasts gewann der Ausbau Emmerich–Oberhausen an Dringlichkeit. Das 1999 vorgestellte Spiekermann-Gutachten zeigte, dass der vorgesehene dreigleisige Ausbau zwischen Wesel und Oberhausen für den prognostizierten Bedarf nicht ausreichen würde, stellenweise sei ein vier- oder sogar fünfgleisiger Ausbau erforderlich. Eine Neubauvariante entlang der Autobahn 3 wurde geprüft und verworfen, da sie nach raumordnerischen Gesichtspunkten nachteilig wäre und zudem ohne Ausbau der Bestandsstrecke dort auch keine Lärmschutzmaßnahmen und Beseitigungen von Bahnübergängen erfolgen würden.
Im Juni 2002 schlossen der Bund, das Land Nordrhein-Westfalen und die Deutsche Bahn AG eine Finanzierungsvereinbarung für den dreigleisigen Ausbau zwischen Grenze (NL/D) und Oberhausen. Zunächst sollten vorgezogene Lärmschutzmaßnahmen erfolgen, anschließend sollte die Streckenkapazität durch Blockverdichtung erhöht werden und schließlich das dritte Gleis errichtet werden. Gemäß dem vorgesehenen Betriebsprogramm übernimmt Nordrhein-Westfalen 36 % der Kosten von damals geschätzt 895 Millionen Euro.
Das Ausbauprojekt ist Teil des vordringlichen Berdarfs des Bundesverkehrswegeplans 2003, ihr Bedarf wurde 2004 in der parlamentarischen Befassung bestätigt. 2005 begannen die Bauarbeiten zur Errichtung eines Elektronischen Stellwerks (ESTW) in Emmerich mit Blockverdichtung, dessen Inbetriebnahme zunächst bis 2007 vorgesehen war. 2007 wurde wegen Verzögerungen in der Planfeststellung ein Baustopp für die ESTW-Maßnahmen verhängt, die Inbetriebnahme sollte sich auf 2011 verzögern. 2008 wurden die Vorhaben ESTW und Blockverdichtung getrennt, zunächst sollte das ESTW – 2008 planfestgestellt – errichtet werden. Schließlich wurde das ESTW im Abschnitt Grenze (NL/D)–Wesel im Mai 2012 und im Abschnitt Wesel–Oberhausen im Juni 2013 in Betrieb genommen. Die Blockverdichtung soll nunmehr zusammen mit dem dreigleisigen Ausbau und der Bahnübergangsbeseitigung erfolgen.
Am 24. Juli 2013 schlossen der Bund, das Land Nordrhein-Westfalen und die Deutsche Bahn AG eine Finanzierungsvereinbarung mit einem Volumen von ca. 1,5 Milliarden Euro für den dreigleisigen Ausbau samt Ausrüstung mit ETCS und Beseitigung der Bahnübergänge (1. Baustufe). Der erste Planfeststellungsbeschluss für den dreigleisigen Ausbau erging am 24. September 2015 für den Planfeststellungsabschnitt 1.1 (Oberhausen). Im selben Abschnitt fand im Januar 2017 der erste Spatenstich statt.
Mit Stand Oktober 2023 besteht für sieben von zwölf Planfeststellungsabschnitten Baurecht. Die Inbetriebnahme der dreigleisigen Strecke ist für 2027 bzw. 2028 (Raum Emmerich) vorgesehen, die Gesamtkosten für das Projekt werden auf 2,6 Milliarden Euro geschätzt. Die Erhöhung der Höchstgeschwindigkeit auf 200 km/h (2. Baustufe des Ausbauprojekts) ist nicht Teil des dreigleisigen Ausbaus und ist auch nicht im Bundesverkehrswegeplan 2030 enthalten. Da auf niederländischer Seite das Projekt HSL-Oost eingestellt wurde, hält das Bundesverkehrsministerium eine Geschwindigkeitserhöhung auf deutscher Seite nicht für sinnvoll. Allerdings werden die Voraussetzungen für eine spätere Geschwindigkeitserhöhung bereits teilweise berücksichtigt.

#### Knoten Oberhausen
Der Umbau des Knotens Oberhausen begann im November 1997. Die zweigleisige, teilweise niveaufreie Verbindungskurve nach Duisburg über Oberhausen West wurde 2004 in Betrieb genommen. Der Ausbau der eingleisigen Verbindung Richtung Herne über den Abzweig Oberhausen-Grafenbusch und Oberhausen-Osterfeld auf zwei Gleise ist Teil des Planfeststellungsabschnitts 1.2 der Ausbaustrecke Emmerich-Oberhausen, der bis 2027 fertiggestellt werden soll.

#### Weitere Bestandteile
Die Verbindung Recklinghausen Süd–Herne (Strecke 2221) ist weiterhin eingleisig. Für eine Verbesserung der Betriebsstabilität soll im Bahnhof Recklinghausen Süd bis 2029 ein 740 m langes Überholgleis in Betrieb genommen werden.
Rechtsrheinisch ist kein Ausbau absehbar. Linksrheinisch soll 2024 im Raum Köln das ESTW Linker Rhein in Betrieb gehen, ein viergleisiger Ausbau Neuss–Köln ist vorerst nicht geplant.